# 山口みのり
山口 みのり（やまぐち みのり、1986年9月28日 - ）は、日本のMC、ナレーター。三重県松阪市出身。

## 来歴
2007年からナレーター、MC等で活動開始。2012年より競輪中継のMCとしての出演が増えている。宇都宮競輪場、取手競輪場、松戸競輪場、和歌山競輪場の中継を担当。2011年3月までえりオフィスに所属。その後、フリーとして活動した後、オフィスアールに所属していた。現在は再びフリーに戻っている。2017年1月21日、公式ホームページを開設。

## 人物
- 趣味は読書、カメラ、音楽、和服、ウクレレ。
- 長所はマイペースなところ、短所は弱音を吐けないところ。
- 好きなスポーツはバレーボール、テニス、スキー、相撲。
- 水曜どうでしょうが大好き。
- 好きなゲームは「モンスターハンター」。
- 手が小さい。

## 出演履歴

### テレビ
- ある愛の詩（2006年、TBS)
- 独占!金曜日の告白（2008年、フジテレビ）
- 競輪中継(2012年- SPEEDチャンネル)

### ラジオ
- 純子と涼のアシタヘストライク!（文化放送）
- 小森まなみのPop'nぱじゃまEYE（東北放送）

### 映画
- 妖怪奇談

## エピソード
- 世界遺産が大好きで、2011年1月に世界遺産検定1級を取得した。
- 世界遺産アカデミーの認定講師である。
- 夢はTBSのTHE世界遺産のナレーションをすること。